# Camptocladius bipilus
Camptocladius bipilus är en tvåvingeart som först beskrevs av Jean-Jacques Kieffer 1927.  Camptocladius bipilus ingår i släktet Camptocladius och familjen fjädermyggor.
Artens utbredningsområde är Estland. Inga underarter finns listade i Catalogue of Life.